# モルベーニョ
モルベーニョ（伊: Morbegno）は、イタリア共和国ロンバルディア州ソンドリオ県にある、人口約1万2000人の基礎自治体（コムーネ）。
県都ソンドリオに次ぎ、県内第2位の人口を有するコムーネである。

## 地理

### 位置・広がり
ソンドリオ県西部のコムーネ。コモ湖畔のコーリコから東へ15km、県都ソンドリオから西へ24km、州都ミラノから北北東へ80kmの距離にある。

#### 隣接コムーネ
隣接するコムーネは以下の通り。
- アルバレード・ペル・サン・マルコ
- ベーマ
- チーヴォ
- コージオ・ヴァルテッリーノ
- ダーツィオ
- タラモーナ
- トラオーナ

### 地勢・地形
- 河川：アッダ川

### 地震分類
イタリアの地震リスク階級 (it) では、3 に分類される
。

## 行政

### 山岳部共同体
広域行政組織である山岳部共同体「ヴァルテッリーナ・ディ・モルベーニョ山岳部共同体」 (it:Comunità montana della Valtellina di Morbegno) の事務所所在地である。

### 分離集落
モルベーニョには、以下の分離集落（フラツィオーネ）がある。
- Campo Erbolo, Campovico, Desco, Paniga, Valle, Categno, Cermeledo, Arzo, Cerido.

## 姉妹都市
- Llanberis、イギリス 2004年